# Joe Cardle
Joseph Cardle, detto Joe (Blackpool, 7 febbraio 1987), è un calciatore inglese, centrocampista svincolato.

## Carriera

### Club
Esterno di centrocampo, può giocare sia a sinistra sia a destra. Vanta 58 presenze e 8 reti nella prima divisione scozzese. Scaduto il contratto con l'Airdrie United nel marzo 2009, è rimasto senza squadra fino all'estate seguente, quando si è accordato con il Dunfermline Athletic. Veste le maglie di Raith Rovers e Ross County prima di tornare al Dunfermline, in terza serie: gioca la sua stagione migliore, realizzando 14 gol in 29 giornate di campionato, firmando due triplette contro Forfar Athletic (0-4) e Stranraer (6-1) e una doppietta contro il Cowdenbeath (7-1). Il Dunfermline vince il campionato di Scottish League One al termine dell'annata 2015-2016, ottenendo la promozione in seconda divisione.

## Palmarès

### Club

#### Competizioni nazionali
- Scottish Challenge Cup: 2

Airdrie United: 2008-2009
Raith Rovers: 2013-2014
- Scottish First Division: 1

Dunfermline: 2010-2011
- Scottish League One: 2

Dunfermline: 2015-2016
Partick Thistle: 2020-2021
- Scottish League Two: 1

Kelty Hearts: 2021-2022